# Winston Spencer-Churchill

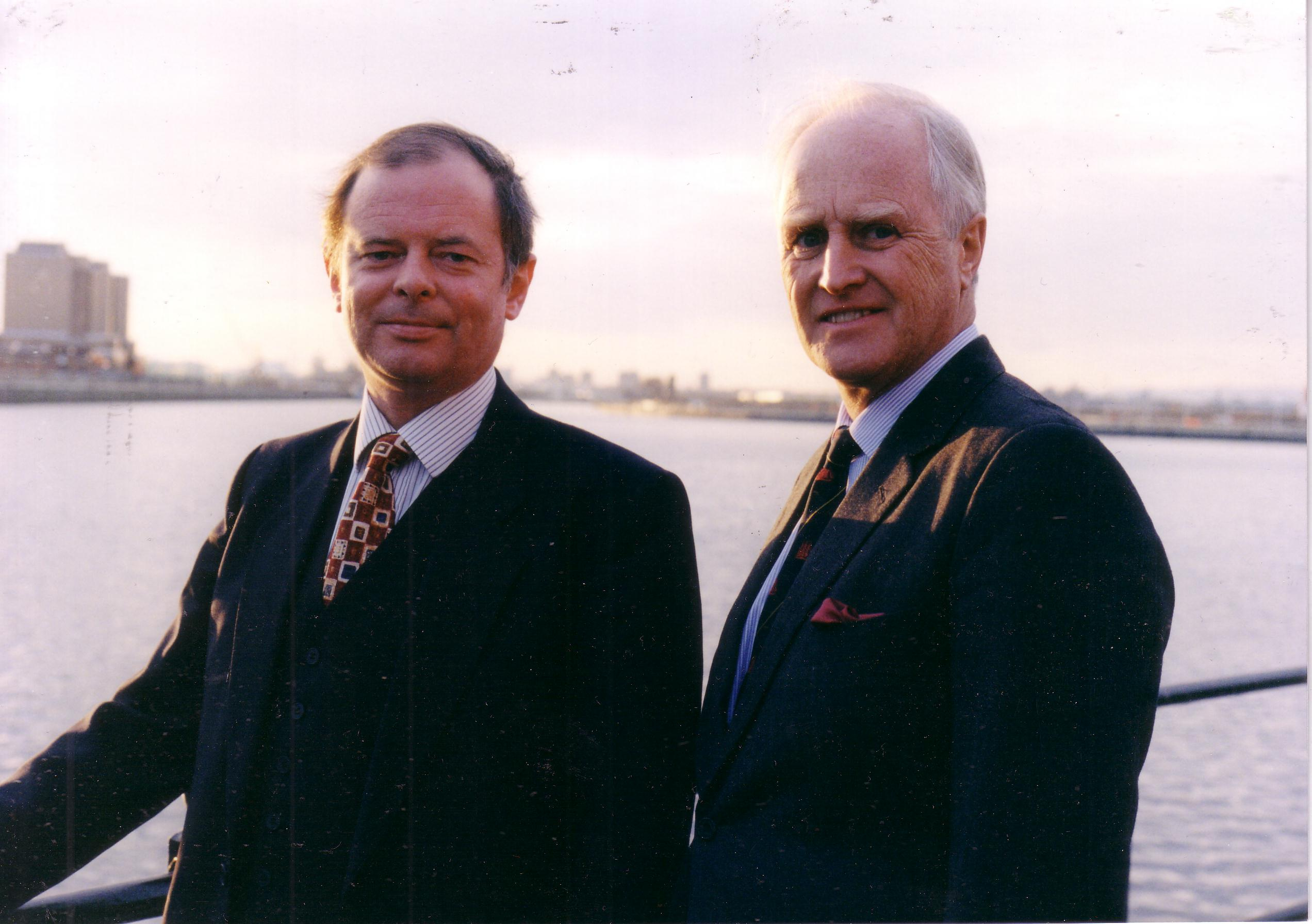
John R. Gregory (links) und Winston Spencer-Churchill (rechts) im Jahr 1997

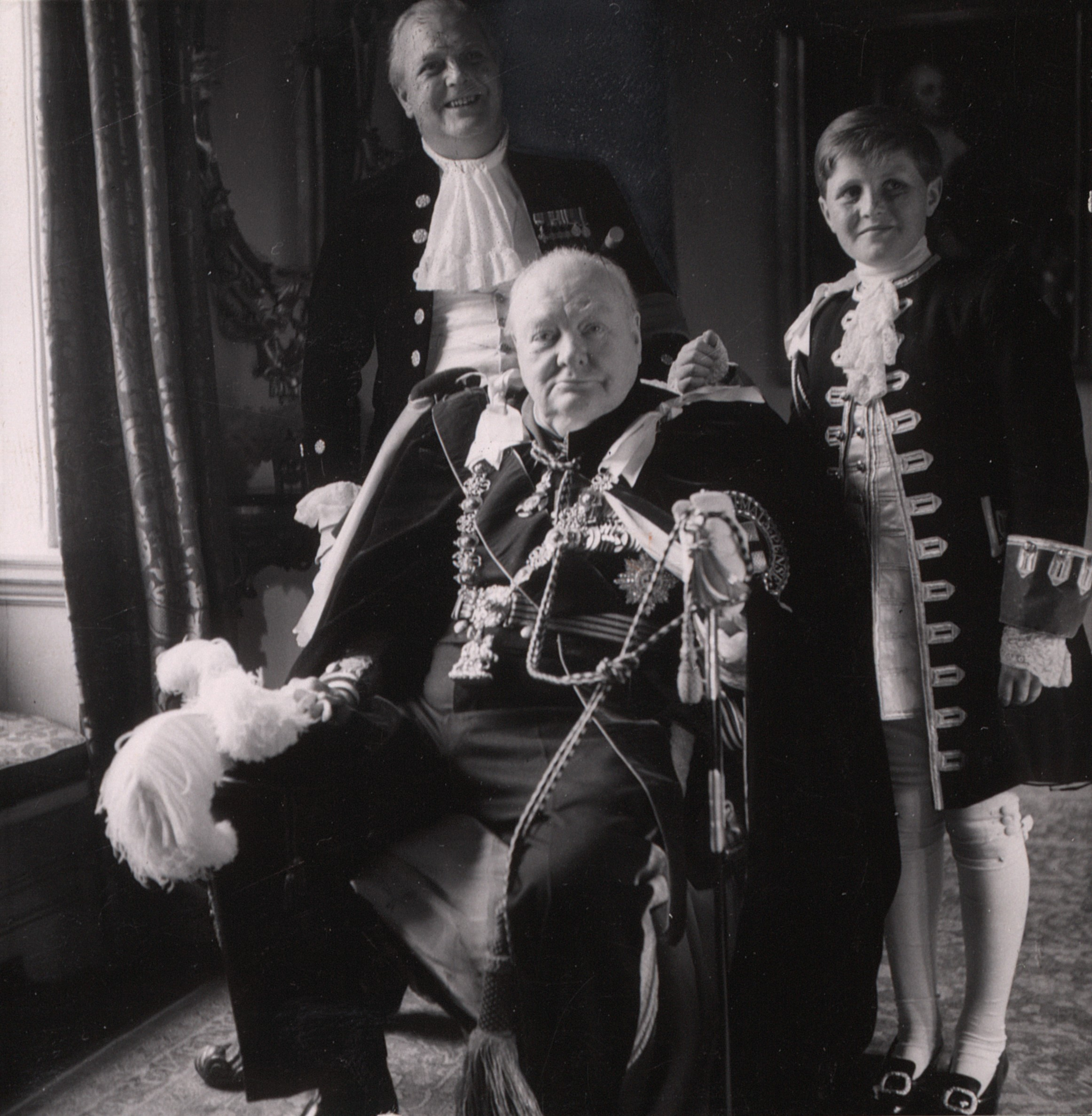
Winston Spencer-Churchill (rechts) mit seinem Großvater Winston Churchill und seinem Vater Randolph Frederick Churchill am Tage der Krönung Elisabeth II., 2. Juni 1953,
Fotografie von Toni Frissell

Winston Spencer-Churchill (* 10. Oktober 1940 in Chequers; † 2. März 2010) war ein britischer Politiker der Conservative Party. Der Enkel des britischen Premierministers Sir Winston Churchill war von 1970 bis 1997 Abgeordneter im britischen Unterhaus.

## Leben
Er besuchte das Eton College und studierte am Christ Church College der Universität Oxford. Vor seiner politischen Karriere war Churchill unter anderem als Journalist im Sechstagekrieg tätig. Er schrieb auch ein Buch über dieses Thema. Er war von 1970 bis 1997 Mitglied des House of Commons, zunächst für den Wahlkreis Stretford bei Manchester, dann für den neugeschaffenen Wahlkreis Manchester-Davyhulme. Er übernahm keine besonderen Parlamentsämter. Seit seinem Rückzug aus dem Parlament war er ein gefragter Redner und schrieb befürwortende Artikel über den Krieg im Irak und den Kampf gegen den islamistischen Terrorismus. Er wirkte auch als Sprecher der Lobbygruppe UK National Defence Association.
Churchill gab außerdem eine Zusammenstellung der Reden seines Großvaters unter dem Titel Never Give In! heraus.

## Persönliches
Er war der Sohn von Pamela Harriman und deren erstem Ehemann Randolph Frederick Churchill, dem einzigen Sohn des Premierministers Sir Winston Churchill. Sein Cousin Nicholas Soames ist ebenfalls Abgeordneter der Conservative Party.
Er war zweimal verheiratet. Die erste Ehe wurde im Juli 1964 mit Mary („Minnie“) Caroline d’Erlanger, der Tochter des Bankiers Sir Gérard John Leo Regis Baron d’Erlanger, geschlossen. Das Paar hatte vier Kinder:
- Randolph Leonard Spencer-Churchill (* 1965)
- Jennie Spencer-Churchill (* 1966)
- Marina Spencer-Churchill (* 1967)
- John Gerard Averell „Jack“ Spencer-Churchill (* 1975)

Die Ehe endete 1997 mit Scheidung wegen seiner außerehelichen Beziehungen, insbesondere zu Soraya Khashoggi, der früheren Frau des Waffenhändlers Adnan Khashoggi. Im gleichen Jahr heiratete er dann die belgische Juwelierin Luce Danielson. Das Testament seiner Mutter legte allerdings fest, dass er ihr Erbe mit seiner ersten Frau teilen musste.
Churchill lebte in London im Stadtteil Belgravia. Er starb am 2. März 2010 an Prostatakrebs.

## Politische Kontroversen
Gegen den Widerstand seiner Partei setzte sich Churchill Anfang der 1970er Jahre für die Errichtung eines Denkmals für die Opfer des Massakers von Katyn in London ein. Es wurde 1976 in seiner Gegenwart eingeweiht.
Im Mai 1993 löste Churchill eine Diskussion wegen seiner Kritik am aus seiner Sicht nicht nachlassenden Zuzug von Einwanderern aus dem Indischen Subkontinent nach Großbritannien aus. Er wurde dafür vom Innenminister Michael Howard mit Zustimmung des Premierministers John Major öffentlich getadelt.
1995 stand er im Mittelpunkt einer Kontroverse um den Verkauf eines Archivs historischer Papiere (Chartwell Papers) seines Großvaters. Der Kaufpreis von 13,5 Millionen Pfund wurde durch die damals neugegründete National Lottery finanziell abgesichert.

## Veröffentlichungen
- First Journey. 1964.
- Six Day War. 1967.
- Defending the West. 1981.
- Memories and Adventures. 1989.
- His Father’s Son. 1996.
- The Great Republic. 1999.
- Never Give In! The best of Winston Churchill’s speeches. (Hrsg.) 2003.